# Ruff (Rapper)
Ruff (* 13. März 1986 in Uster, Kanton Zürich; eigentlich Raffaele de Pasquale) ist ein Schweizer Rapper.

## Biografie
Raffaele de Pasquale ist der Sohn italienischer Eltern und wuchs in Uster bei Zürich auf. Nach einer abgebrochenen Spenglerlehre begann er sich mit 16 Jahren für Rapmusik zu interessieren. Unter dem Namen Ruff machte er zuerst mit dem Rapper Despot und mit der Crew SRS Aufnahmen, gemeinsame Auftritte folgten. 2006 gewann er mit dem eigenen Song Liebi zu Stift sein erstes Battle. Weitere Erfolge bei verschiedenen Wettbewerben folgten. Nach einer abgeschlossenen Ausbildung zum Maler gab es eine längere Zusammenarbeit mit Sylo.
Mit der Single Mir sind alli Eis wandte er sich 2013 gegen Fremdenfeindlichkeit und benannte später auch sein eigenes Label danach. Das zugehörige Album MSA1 führte auch zu seinem ersten Fernsehauftritt beim Sender Joiz. Mit dem Rapper Limmitt aus Urdorf und dem Song Goldige Vorhang gewann er 2014 einen weiteren lokalen Wettbewerb und machte auch mehrere Veröffentlichungen.
Den Durchbruch schaffte er dann im September 2018 mit dem Soloalbum Vo Nüt zu Was!. Es stieg in der Schweizer Hitparade auf Platz 23 ein.

## Diskografie
Alben
- MSA1 (2014)
- Vo Nüt zu Was! (2018)

Lieder
- Liebi zu Stift (2006)
- Mir sind alli Eis (2013)